# Dinastija Xia
Dinastija Xia (kineski: 夏朝, pinyin: Xià cháo, Wade-Giles: Hsia-ch'ao), cca. 2070. pr. Kr.–1600. pr. Kr., u Kini je prva dinastija opisana u Zapisima velikog povjesničara i neslužbenim Bambuskim analima, koji bilježe imena sedamnaest kraljeva u četrnaest generacija koje su trajale između 431 i 471 godina. Dinastiji su prethodili legendarnih Tri Uzvišena i Pet Careva, a slijedila ju je Dinastija Shang.

## Legendarna povijest
Prema službenoj povijesti, dinastija Xia je osnovana kada je Shun abdicirao u korist svog ministra Yua, koga je smatrao savršenim državnim službenikom. Umjesto da vlast preda osobi koju je smatrao najsposobnijom, Yu ju je prenio na svog sina, Qija, postavivši tako presedan za dinastijsku vladavinu. Tako je dinastija Xia započela period kada su državama vladavine obiteljii klanove. 
Skeptička škola rane kineske povijesti (yigupai), koju je 1920-ih započeo Gu Jiegang, prva je počela sumnjati u tradicionalnu verziju rane povijesti: “što je više vremena prolazilo, što je duži legendarni period kineske povijesti... to je rana kineska povijesti bliža pričama koje se prenose s generacije na generaciju, a svaka nova joj dodaje neke svoje elemente” Yun Kuen Leejeva kritika nacionalističkih objašnjenja za kronologiju Tri dinastije se temelji na dihotomiji dokaza koju pružaju arheološki nalazi nasuprot povijesnim istraživanja, što je pogotovo slučaj s popularnom teim kojom se arheološka Kultura Erlitou povezuje s povijesnom dinastijom Xia. “Kako spojiti arheološke datume s povijesnim datumima je izazov za sve kronološke studije ranih civilizacija.”
Prema tradicionalnim kineskim pristašama teze o dinastijskom ciklusu, tokom ovog perioda je kineska civilizacija razvila koncept blagonaklone civilne vlasti te okrutnih kaznu za povrede zakona. Na temelju tog koncepta su se počeli razvijati kineski zakoni.
Jie, posljednji vladar dinastije, bio je korumpiran. Svrgnuo ga je Tang, vođa Shanga, naroda s istoka.

## Arheološki dokazi
Arheolozi su otkri gradska nalazišta, brončane predmete i grobove koji sugeriraju na moguće postojanje dinastije Xia na lokacijama koje spominju drevni kineski povijesni tekstovi. Još uvijek traju rasprave o tome je li Kultura Erlitou bila nalazište dinastije Xije. Radiokarobonsko datiranje smješta nalazište u period oko 2100. do 1800. pr. Kr., pružajući tako dokaze o državi koja je bila suvremenik, a možda čak i identična s dinastijom Xia koju spominju kineski povijesni radovi. Godine 1959. su u nalazište u gradu Yanshi otkopane velike palače koje mnogi stručnjaci smatraju sjedištem dinastije Xia. Iako kasniji tekstovi spominju dinastiju Xia, ona sama nije ostavila nikakvih pisanih tragova koji bi potvrdili njeno postojanje niti imena vladara. S druge strane, arheološka otkrića ukazuju na evolucijski stadij između kasnih neolitskih kultura i tipične kineske gradske civilizacije karakteristične za Dinastiju Shangu.

## Mitska suprotnost Shanga
Sarah Allen u svojoj knjizi The Shape of the Turtle:  Myth, Art and Cosmos in Early China, primjećuje kako su mnogi aspekti dinastije Xia jednostavno suprotnosti karakteristikla dinastije Shang. Klasični kineski povjesničari kao Sima Qian su imali pristup samo do izvora koji datiraju do Zapadne Dinastije Zhou. Implicirani dualizam Shanga i Xije, po mišljenju Allen, sugerira da Shang predstavlja vatru i sunce, ptice i istok, dok Xia predstavlja zapad i vodu. Razvitak mitske dinastije Xia, tvrdi Allen, je bio nužan čin dinastije Zhou u svrhu opravdanja osvajanja Shanga, odnosno tvrdnje kako su Shang prethodno na isti način svrgnuli dinastiju Xia.

## Suvereni dinastije Xije
| Postumna imena (Shi Hao 諡號)1                                                  | Postumna imena (Shi Hao 諡號)1 | Postumna imena (Shi Hao 諡號)1 | Postumna imena (Shi Hao 諡號)1 | Postumna imena (Shi Hao 諡號)1  |
| Redoslijed                                                                      | Vladavina2                     | Kineski                        | Pinyin                         | Bilješke                        |
| ------------------------------------------------------------------------------- | ------------------------------ | ------------------------------ | ------------------------------ | ------------------------------- |
| 01.                                                                             | 45                             | 禹                             | Yǔ                             | također Yu Veliki (大禹; dà yǔ) |
| 02.                                                                             | 10                             | 啟                             | Qǐ                             |                                 |
| 03.                                                                             | 29                             | 太康                           | Tai Kang                       |                                 |
| 04.                                                                             | 13                             | 仲康                           | Zhòng Kāng                     |                                 |
| 05.                                                                             | 28                             | 相                             | Xiāng                          |                                 |
| 06.                                                                             | 21                             | 少康                           | Shǎo Kāng                      |                                 |
| 07.                                                                             | 17                             | 杼                             | Zhù                            |                                 |
| 08.                                                                             | 26                             | 槐                             | Huái                           |                                 |
| 09.                                                                             | 18                             | 芒                             | Máng                           |                                 |
| 10.                                                                             | 16                             | 泄                             | Xiè                            |                                 |
| 11.                                                                             | 59                             | 不降                           | Bù Jiàng                       |                                 |
| 12.                                                                             | 21                             | 扃                             | Jiōng                          |                                 |
| 13.                                                                             | 21                             | 廑                             | Jǐn                            | Guoyu: jìn, putonghua: jǐn      |
| 14.                                                                             | 31                             | 孔甲                           | Kǒng Jiǎ                       |                                 |
| 15.                                                                             | 11                             | 皋                             | Gāo                            |                                 |
| 16.                                                                             | 11                             | 發                             | Fā                             |                                 |
| 17.                                                                             | 52                             | 桀                             | Jié                            | ili Lu Gui (履癸 lǚ guǐ)        |
| 1 Imenu vladavine ponekad prethodi ime dinastije, Xia (夏), npr. Xia Yu (夏禹). |                                |                                |                                |                                 |
| 2 Moguća dužina vladavine, u godinama.                                          |                                |                                |                                |                                 |